# 非攻 (小说)
《非攻》是鲁迅的小说，描写了战国时代墨子止楚攻宋的故事。

## 出版
创作于1934年8月，未在报刊发表，直接收入1936年1月出版的《故事新编》。

## 评论
评论者认为《非攻》和《理水》意象相近，认为墨子和大禹就是鲁迅赞颂的“中国的脊梁”。1990年代后，一些评论者认为墨子制止楚王攻宋后被宋国人恶待，是对墨子英雄形象的解构或消解。郑家建、刘春勇认为与鲁迅受到周扬等左翼作家围攻的处境有关。日本学者伊藤虎丸分析说：“《非攻》的结尾，是在《墨子·公输篇》的基础上润色而成的，其方法也和《理水》完全相同。但鲁迅却赋予了墨子以与大政治家禹完全不同的另一种伟大性格，即自我牺牲，……从这个结尾会感受到作者对墨子的那发自内心深处的共鸣和亲切的幽默，甚至还有某种凄凉。这里展示了人间世界的一个真实：救众生者难救自己。《非攻》结尾的幽默，便是从这种深刻的现实性当中产生出来的。”

## 原始文献
- 维基文库中的相關文獻：非攻
- 维基文库中的相關文獻：墨子/公輸